# Teillage
 (janvier 2009).
Si vous disposez d'ouvrages ou d'articles de référence ou si vous connaissez des sites web de qualité traitant du thème abordé ici, merci de compléter l'article en donnant les références utiles à sa vérifiabilité et en les liant à la section « Notes et références ».

Outil de teillage sur un blason allemand.

Le teillage (action de teiller) est une opération mécanique qui permet de séparer les fibres textiles du bois et de l'écorce par broyage et battage. Il s'applique également aux fibres de chanvre et de lin.

## Teillage du chanvre
Le teillage est une étape du travail du lin et du chanvre effectuée après le broyage des tiges. Les fibres textiles sont séparées de la chènevotte (partie ligneuse de la plante) pour obtenir de la filasse de 70 à 80 cm de longueur. À l’époque ce travail était fait à la main durant les veillées. Il faut prendre le brin de lin/chanvre à son extrémité la plus grosse et dégager la rognure de sa filasse de manière à « déchausser » la tige. Puis tirer sur le bout de ruban obtenu et arracher toute la filasse du brin. Le geste est répété jusqu'à accumuler une poignée de filasse qui est nouée pour donner une queue de chanvre. Ce travail est aujourd’hui mécanisé.
L'ouvrier qui teillait portait au XVIe siècle le nom de « tellier » dans le nord de la France. On le nomme aujourd'hui « teilleur » ou « tilleur ».

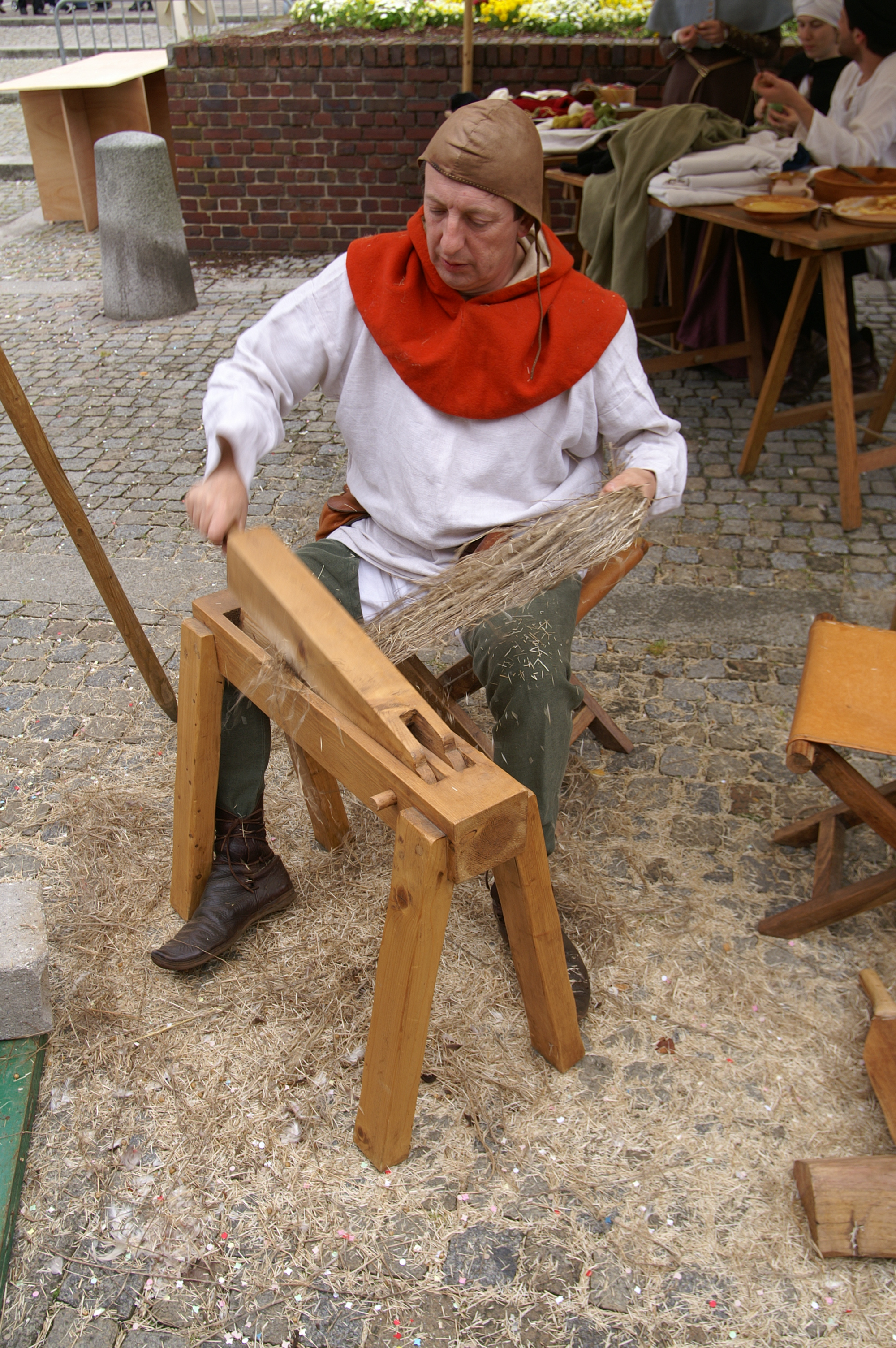
Teillage du lin
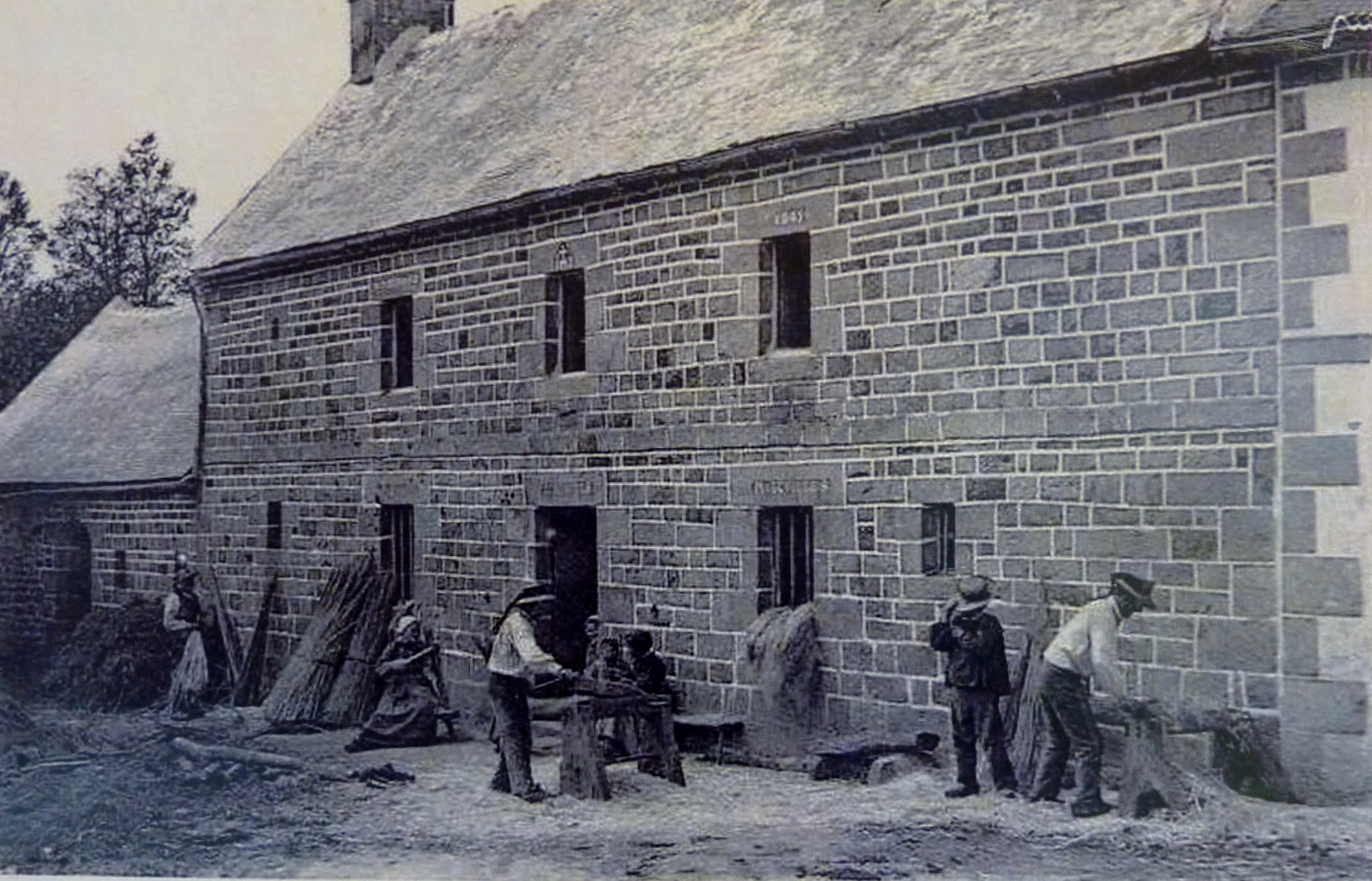
Teilleurs de chanvre à Confort-Meilars au début du XXe siècle.

Dans la seconde moitié du XIXe siècle sont apparus des moulins à teiller, par adaptation de moulins flamands (par exemple 69 moulins à teiller ont été recensés dans le Trégor).